# Vitruviu

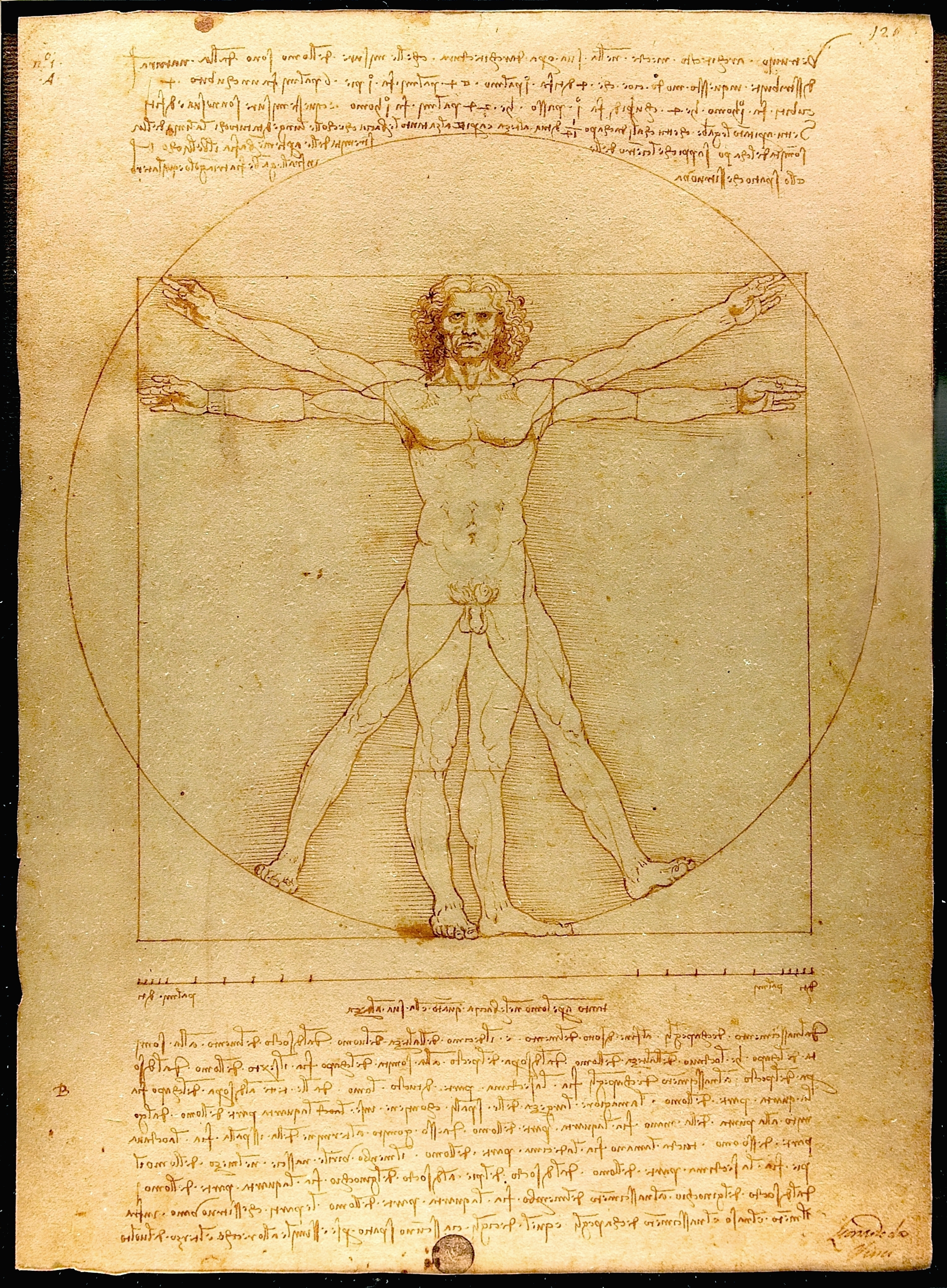
„Omul vitruvian” al lui Leonardo da Vinci

Marcus Vitruvius Pollio (n. 80/70 î. Hr. - d. 15 sau 23 d.Hr.) a fost arhitect, inginer, scriitor roman.

## Biografie
Se cunosc puține detalii despre viața lui Vitruviu. Născut ca cetățean roman liber, se înrolează în armată pe care o slujește, alături de Marcus Antonius, Marcus Licinius Crassus sub domnia lui Iulius Cezar. Activează mai ales ca inginer militar (un fel de specialist în tehnica militară), proiectând și construind diverse arme. Participă și se evidențiază la diverse bătălii: asediul cetății Massilia (49 î.Hr.) (din timpul războiului civil al lui Cezar), bătălia din Alessia (52 î.Hr.), bătălia din Gergovia, asediul cetăților galice Avaricum, Uxellodunum.

## De architectura
Vitruviu este autorul celebrului tratat de arhitectură De architectura.
Lucrarea conține zece volume:
1. Volumul 1: Organizare urbană
2. Vol.2: Materiale de construcție
3. Vol3: Temple și ordine arhitecturale
4. Vol.4: Continuare
5. Vol.5:Construcții civile
6. Vol.6: Arhitectură domestică
7. Vol.7: Ornamente și decorații
8. Vol.8: Alimentarea cu apă
9. Vol.9: Științele care influențeaza arhitectura (geometrie, astronomie)
10. Vol.10.: Utilizarea și conducerea mașinilor

De architectura este un tratat al arhitecturii grecești și romane, dedicată împăratului Augustus. De arhitectura este una dintre puținele lucrări majore ale arhitecturii antice care a supraviețuit până în prezent.
Pentru evidențierea valorii acesteia, se pot menționa câteva concepte și teorii care apar aici:
- Un edificiu trebuie să aibă trei calități: firmitas, utilitas, venustas, adică stabilitate, utilitate, estetică.
- Arhitectura este o imitație a naturii. Așa cum păsările și albinele își construiesc spațiul locuibil, astfel și oamenii trebuie să folosească elemente naturale și mai ales edificiile arhitectonice să se integreze mediului, peisajului înconjurător, concept de o puternică actualitate.
- Ordinele arhitecturale inventate de greci: doric, ionic, corintic, arată că aceștia erau înzestrați cu un puternic simț al proporțiilor. Punctul culminant îl constituie înțelegerea proporțiilor corpului uman. Ulterior, Leonardo da Vinci avea să reprezinte grafic, cu specifica sa măiestrie, omul vitruvian (un corp uman înscris în cerc și pătrat, figuri fundamentale ale ordinului cosmic).

## Tehnologia romană

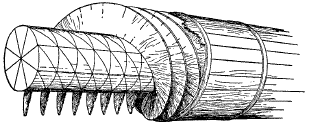
Șurubul lui Arhimede

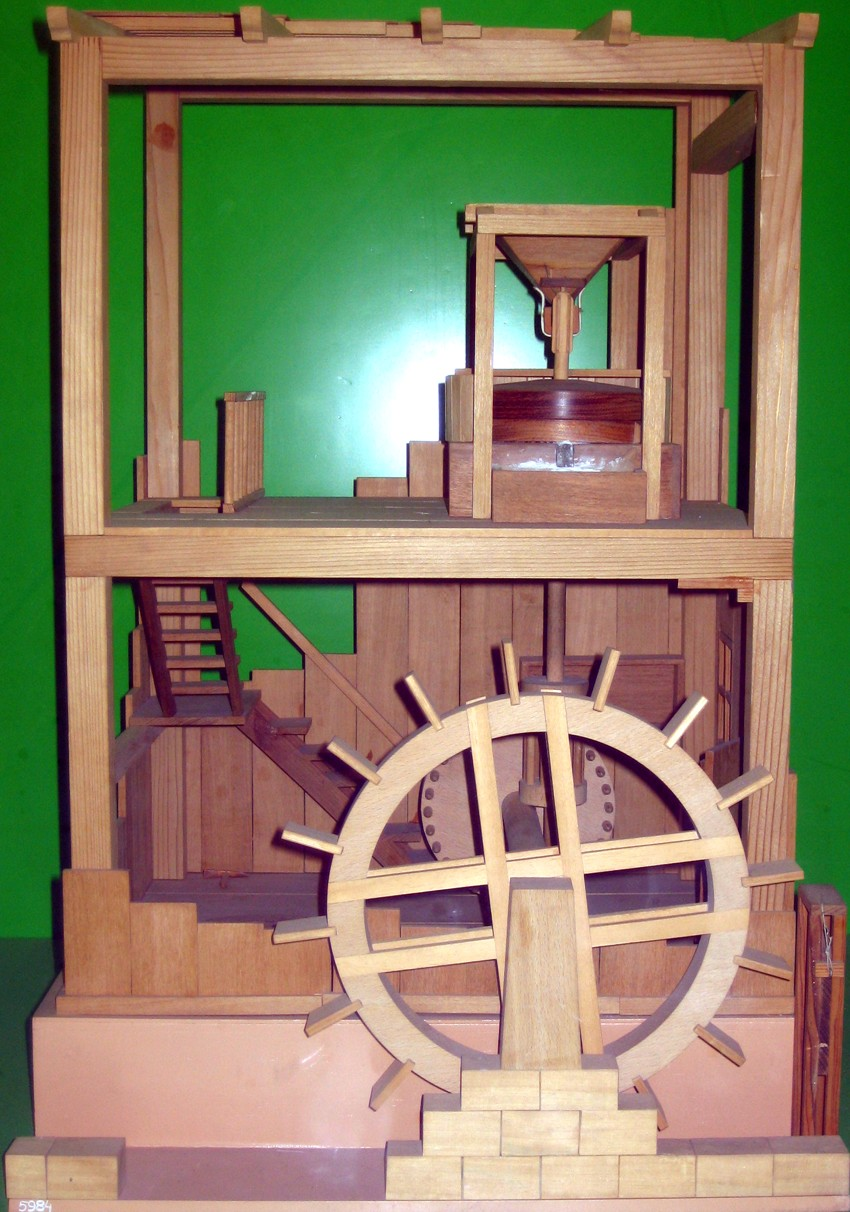
Roata hidraulică,
conform descrierii lui Vitruviu

În De architectura sunt prezentate și uneltele și dispozitivele specifice nivelului de atunci al tehnologiei romane: macarale, scripeți, ceasuri solare, clepsidre. Este descris șurubul lui Arhimede împreună cu aplicațiile sale practice.